# Бета-ритм

Бета-ритм

Бета-ритм — ритм ЕЕГ в діапазоні від 14 до 30 Гц з амплітудою 5-30 мкВ, притаманний стану активного неспання. Найсильніше він виражений в лобових областях, але при різних видах інтенсивної діяльності різко посилюється і поширюється на інші області мозку[джерело?]. Амплітуда бета-ритму зростає в ситуації уваги, при розумовому напруженні або емоційному збудженні.

## Зноски
1. 1 2  Мороз та Йолтухівський, 2015, с. 132.